# Dermoloma magicum
Dermoloma magicum är en svampart som beskrevs av Arnolds 2002. Dermoloma magicum ingår i släktet Dermoloma och familjen Tricholomataceae.   Inga underarter finns listade i Catalogue of Life.